# Łóżko (album)
Łóżko – ósmy album studyjny zespołu Maanam wydany we wrześniu 1996 roku nakładem wytwórni Kamiling Co i Pomaton EMI.
Płyta odniosła podobny sukces komercyjny co poprzednia, sprzedając się w nakładzie 200 tysięcy egzemplarzy. Album był promowany przez widowisko muzyczne pod tym samym tytułem.
Nagrania uzyskały status dwukrotnie platynowej płyty.
W 2013 roku album ukazał się na płycie winylowej.
Wiesław Królikowski (Tylko Rock):

„Maanam właściwie nie zmienia się, ale też nie pogrąża się w rutynie. O ile "Mówią, że miłość mieszka w niebie" w swej pierwszej wersji wyrasta wprost z tradycji tego 'najbardziej rockowego Maanamu', ma niemal stonesowską hałaśliwość, to 'repryza' tej piosenki świadczy o aranżacyjnych poszukiwaniach. Mamy tu ciekawe połączenie smyczkowych i gitarowych brzmień. Co tu mówić: naprawdę przebojowa i ciekawa płyta.”

Kamil Sipowicz:

„Największym przebojem z płyty stała się piosenka "Po to jesteś na świecie". Na instrumentach perkusyjnych gra David Saucedo Valle, producent Neil Black. Okładkę ze zdjęciem autorstwa Jacka Poremby zaprojektowali Szymon Sipowicz i Mateusz Jackowski.”

## Lista utworów
1. „Sahara” – 3:14
2. „Kochanek” – 2:52
3. „Totalne milczenie” – 2:57
4. „Łóżko” – 4:25
5. „Tęcza” – 4:07
6. „Po prostu bądź” – 3:35
7. „Jeśli chcesz” – 2:56
8. „Po to jesteś na świecie” – 3:28
9. „Z ogniem w głowie” – 4:08
10. „Mówią, że miłość mieszka w niebie” – 5:31
11. „Mówią, że miłość mieszka w niebie” (Repryza) – 4:12

## Skład
- Kora – śpiew
- Marek Jackowski – gitary
- Ryszard Olesiński – gitary
- Paweł Markowski – perkusja
- Krzysztof Olesiński – gitara basowa

Gościnnie
- Neil Black – gitary, skrzypce
- David Saucedo Valle – instrumenty perkusyjne
- Marian Siejka – organy Hammonda, akordeon

Produkcja
- Muzyka: Marek Jackowski
- Słowa: Olga Jackowska
- Producent muzyczny: Neil Black
- Współpraca: Marek Jackowski
- Asystenci: Jacek Guzowski i Przemek Nowak
- Aranżacja: Neil Black i Marek Jackowski
- Nagrano w kwietniu 1996 w studio SONUS
- Mastering: Ray Staff at Whitefield Street, Londyn, maj 1996